# Gouvernement Branting I
Gouvernement du royaume de Suède
Edén De Geer fils
Le gouvernement Branting I est à la tête du royaume de Suède de mars à octobre 1920.

## Histoire
C'est le premier gouvernement suédois entièrement composé de sociaux-démocrates.

## Composition
- Ministre d'État : Hjalmar Branting
- Ministre de la Justice : Östen Undén jusqu'au 30 juin, puis Assar Åkerman
- Ministre des Affaires étrangères : Erik Palmstierna
- Ministre des Armées : Per Albin Hansson jusqu'au 1er juillet
- Ministre de la Marine : Bernhard Eriksson jusqu'au 1er juillet
- Ministre de la Défense : Per Albin Hansson à partir du 1er juillet
- Ministre des Affaires sociales : Bernhard Eriksson à partir du 1er juillet
- Ministre des Communications : Carl Svensson
- Ministre des Finances : Fredrik Vilhelm Thorsson jusqu'au 30 juin, puis Rickard Sandler
- Ministre des Affaires ecclésiastiques : Olof Olsson
- Ministre de l'Agriculture : Olof Nilsson
- Ministre du Commerce extérieur : Fredrik Vilhelm Thorsson
- Ministre de l'Administration publique : Carl Svensson
- Ministre sans portefeuille : Torsten Nothin
- Ministre sans portefeuille : Rickard Sandler jusqu'au 30 juin
- Ministre sans portefeuille : William Linder à partir du 30 juin